# Ernesto de la Guardia Navarro
Ernesto de la Guardia Navarro (ur. 30 maja 1904, zm. 2 maja 1983) – panamski przedsiębiorca, ekonomista, dyplomata i polityk, I wiceprezydent od 1945 do 1948, prezydent Panamy od 1 października 1956 do 1 października 1960 z ramienia Narodowej Koalicji Patriotycznej.